# Aquilaria sinensis
Aquilaria sinensis (Lour.) Spreng. – gatunek należący do rodziny wawrzynkowatych. Występuje naturalnie na terenie Chin.

## Rozmieszczenie geograficzne
Rośnie naturalnie na obszarze Chin, w prowincjach Guangdong, Hajnan, Junnan oraz Kuangsi.

## Biologia i ekologia
Rośnie na wysokości do wysokości 400 m n.p.m., w strefie oddziaływania monsunów.

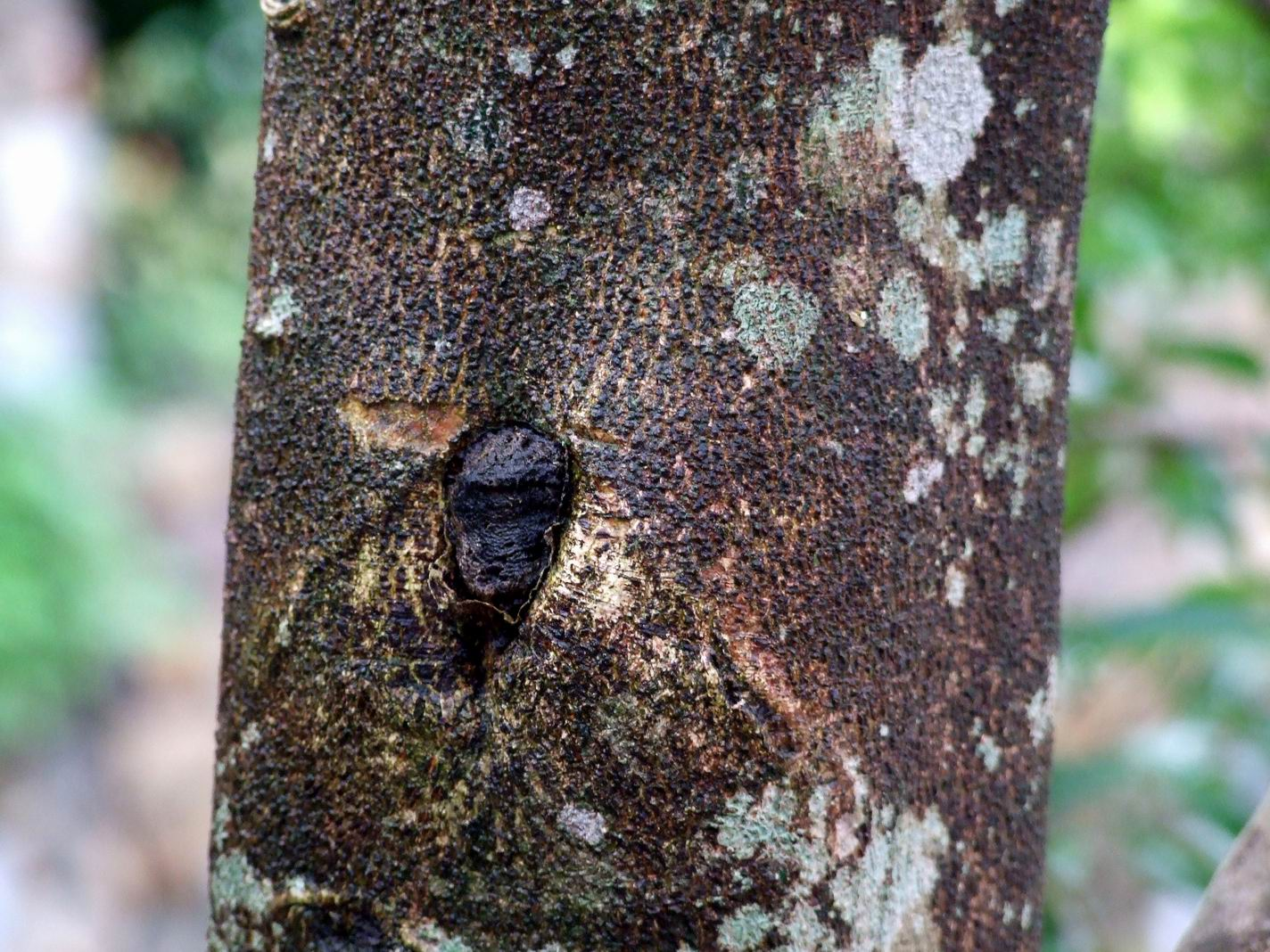
Kora drzewa Aquilaria sinensis

## Zastosowanie
Drewno tego gatunku nosi handlową nazwę agar (ang. agarwood). Oprócz A. sinensis jest ono otrzymywane jeszcze z 15 innych gatunków rodzaju Aquilaria. Drewno bywa często atakowane przez grzyby lub bakterie. Drewno zainfekowane pasożytem wydziela woń – olej ochronny, który występuje na rannych obszarach (korzenie, gałęzie lub pień), które stopniowo stają się twardsze i zmieniają barwę na ciemnobrązową lub czarną.
Agar jest wykorzystywany w produkcji perfum oraz w medycynie tradycyjnej. Ze względu na kosztowny i pracochłonny proces ekstrakcji jest ono bardzo drogie. Minimum 20 kg niskiej jakości drewna żywicznego potrzebne jest do wytworzenia 12 ml oleju agarowego. Najwyższej jakości olej otrzymywany jest z drzew starszych niż 100 lat. Sprzedaż perfum opartych na tym ekstrakcie rośnie z roku na rok. 
Ważnym zastosowaniem drewna tego gatunku jest produkcja kadzidła. Agar jest także afrodyzjakiem, zarówno w postaci olejku, jak i kadzidła. Są to na ogół lokalne zastosowania, ale olej jest również sprzedawany w aptekach wietnamskich do użytku wewnętrznego. W medycynie chińskiej wykorzystuje proszku z drewna w leczeniu marskości wątroby oraz innych dolegliwości. Ma zastosowanie również w leczeniu nowotworów płuc i żołądka.
Sadzonki tego gatunku osiągają wyższą wartość handlową niż sadzonki A. subintegra. Jednak A. Sinensis charakteryzuje się szybszym tempem wzrostu, dzięki czemu w niektórych przypadkach daje dwukrotnie większe plony niż w przypadku A. subintegra. Prowadzone są badania nad liśćmi tego gatunku pod względem przydatności w obrocie handlowym.

## Zagrożenia
Istnieje obawa o stan populacji ze względu na eksploatację i uszkadzanie drzew w celu pozyskania wartościowego drewna. Według Czerwonej księgi gatunków zagrożonych jest gatunkiem narażonym na wyginięcie (VU – vulnerable).